# Avraham Verdiger
Avraham Verdiger, hebrejsky: אברהם ורדיגר, (6. května 1921 – 27.  listopadu 2013) byl izraelský politik a poslanec Knesetu za strany Po'alej Agudat Jisra'el, Náboženská fronta Tóry, Moraša, Agudat Jisra'el, Sjednocený judaismus Tóry a opět Agudat Jisra'el.

## Biografie
Narodil se 6. května 1921 ve městě Lodž v Polsku. V roce 1947 přesídlil do dnešního Izraele (do tehdejší mandátní Palestiny). Sloužil v izraelské armádě. Náboženské vzdělání získal v ješivě. Hovořil jidiš, anglicky, francouzsky, rusky a polsky.

## Politická dráha
Byl aktivní v hnutí Po'alej Agudat Jisra'el v Polsku, Francii a Izraeli. Publikoval rabínskou literaturu a články v tisku.
V izraelském parlamentu zasedl poprvé po volbách v roce 1965, do nichž šel za stranu Po'alej Agudat Jisra'el. Mandát ale získal až dodatečně, v prosinci 1967, jako náhradník za zesnulého Ja'akova Kace. Stal se členem výboru pro vzdělávání a kulturu, výboru pro veřejné služby a výboru práce. Za Po'alej Agudat Jisra'el obhájil mandát ve volbách v roce 1969. Nastoupil do výboru pro vzdělávání a kulturu a výboru pro veřejné služby. Ve volbách v roce 1973 byl opětovně zvolen, nyní za střechovou kandidátní listinu Chazit datit Toratit (Náboženská fronta Tóry). Ta se ale v průběhu funkčního období rozpadla a Verdiger přešel opět do samostatné frakce Po'alej Agudat Jisra'el. Zasedal jako člen ve výboru pro záležitosti vnitra a životního prostředí a výboru pro veřejné služby.
Opětovné nabytí mandátu mu přinesly až volby v roce 1984 (nyní kandidát za formaci Moraša), po nichž se stal členem výboru práce a sociální věcí, výboru pro záležitosti vnitra a životního prostředí, výboru House Committee a finančního výboru. Úspěšně kandidoval i ve volbách v roce 1988, tentokrát za Agudat Jisra'el. Zasedl jako člen ve výboru překladatelském, výboru pro drogové závislosti, výboru práce a sociálních věcí, výboru finančním a výboru pro ústavu, právo a spravedlnost. Navíc předsedal výboru etickému. Naposledy se dočkal zvolení do parlamentu po volbách v roce 1992, tentokrát na střechové kandidátní listině Sjednocený judaismus Tóry. Mandát ovšem získal až dodatečně, v červnu 1994, jako náhradník za Menachema Poruše. Volební uskupení Sjednocený judaismus Tóry se v průběhu volebního období rozpadlo a Verdiger přestoupil do samostatné frakce Agudat Jisra'el. Byl členem výboru pro imigraci a absorpci a výboru pro záležitosti vnitra a životního prostředí.
Zastával i vládní funkce. Konkrétně šlo o post náměstka ministra pro záležitosti Jeruzaléma, který držel v letech 1990–1992. K roku 2010 byl uváděn jako ředitel Banky PAGI napojené na hnutí Po'alej Agudat Jisra'el.